# George Berrell
George Berrell (Filadelfia, Pensilvania; 16 de diciembre de 1849 - Los Ángeles, California; 20 de abril de 1933) fue un actor estadounidense que protagonizó películas de cine mudo. Apareció en numerosos roles y en un total de 55 películas desde 1850 hasta 1927.

## Filmografía seleccionada
- Bound on the Wheel (1915)
- Mountain Justice (1915)
- Lon of Lone Mountain (1915)
- The Three Godfathers (1916)
- Bettina Loves a Soldier (1916)
- The Committee on Credentials (1916)
- The Flashlight (1917)
- The Golden Bullet (1917)
- The Wrong Man (1917)
- Straight Shooting (1917)
- The City of Masks (1920)
- The Barbarian (1920)
- The Fire Eater (1921)
- The Grub-Stake (1923)
- The Sea Beast (1926)
- Black Jack (1927)